# Piper Aircraft
Piper Aircraft Inc. — компания-производитель самолётов общего назначения, расположенная в городском аэропорту Виро-Бич, штат Флорида, США.
С 1927 года до 2010 года компания произвела 144 тысячи единиц самолётов более 160 различных моделей, 90 тысяч из которых летают и сейчас.

## История
В сентябре 1927 года основана как «Компания по производству самолётов братьев Тейлор» (Taylor Brothers Aircraft Manufacturing Company) Кларенсом Гилбертом Тейлором и Гордоном Тейлором в Рочестере, Нью-Йорк. Переименована в «Корпорацию самолётов братьев Тейлоров» (Taylor Brothers Aircraft Corporation) в апреле 1928 года незадолго до смерти в авиакатастрофе Гордона Тейлора. Переехала в Брадфорд, шт. Пенсильвания в связи с обещанием местного бизнесмена, владельца нефтяных месторождений Уильяма Томаса Пайпера вложить значительные инвестиции в компанию. Переезд завершился в 1929 году.
В 1930 году компания объявила о банкротстве и была выкуплена Вильямом Томасом Пайпером за 761$. Он реорганизовал её в «Компанию самолётов Тейлоров» (Taylor Aircraft Company), заняв должность секретаря-референта, а Кларенс Г. Тейлор остался президентом. Вильям Т. Пайпер сделал упор на производство простых в управлении дешёвых частных самолётов, за что получил прозвище «Генри Форда в авиации».
После серии аварий самолётов Вильям Т. Пайпер в декабре 1935 года выкупил долю Кларенса Г. Тейлора, который покинув эту компанию организовал свою "Компанию самолётов «Тейлоркрафт» (Taylorcraft Aircraft Company). 16 марта 1937 года пожар уничтожил Брэдфодскую фабрику и производство было перенесено на бывшую шелкопрядильную фабрику в Лок Хевен, штат Пенсильвания.
С ноября 1937 года компания стала называться «Корпорация самолётов Пайпера» (Piper Aircraft Corporation).
В течение Второй мировой войны и в последующие годы производственных мощностей в Лок Хевене стало не хватать и 1955 году корпорация частично переехала в Виро-Бич, штат Флорида, где уже производились самолёты серии Пайпер Чероки.
В 1972 году производство в Лок Хевен было уничтожено в результате разлива реки Саскуэханна после проливных дождей связанных с ураганом Агнес. Было уничтожено множество элементов для самолётов Ацтек, Навахо и Команч. В связи с этим компания объявила об отказе от производства моделей Piper PA-24 Comanche и Piper PA-30 Twin Comanche, которые плохо продавались, и производство которых требовало больших затрат. В течение 5 лет производство остальных моделей было полностью перенесено во Флориду.
В середине 1980-х годов производство самолётов было остановлено из-за возрастания страховых взносов компанией, что сделало её убыточной. В результате изменения законодательства в начале 1990-х годов, значительная часть обязательств была снята с корпорации и производство было восстановлено в 1995 году. Компания была подвергнута ре-брендингу и стала называться «Новые самолёты Пайпера» (New Piper Aircraft).
В июле 2003 года компания American Capital Strategies приобрела 94 % акции компании.
В августе 2006 года компания снова сменила название отбросив «New» и снова стала называться «Самолёты Пайпера» (Piper Aircraft). Также в этом месяцы компания сообщила о начале сотрудничества с Хондой в продаже самолёта HondaJet.
1 мая 2009 года American Capital Strategies продала акции «Самолётов Пайпера» сингапурской инвестиционной компании Imprimis за 31 млн. долларов США. Руководство компании «Самолёты Пайпера» надеется, что это приведёт к расширению доли компании на азиатском рынке.
В июле 2009 года исполнительным директором стал Кевин Гоулд вместо Джеймса Басса. С 1 декабря 2009 года Кевин Гоулд стал также президентом компании, сменив на этом посту Джона Бэкера.
4 января 2010 года дочерняя компания Боинг — Aviall стала единственным дистрибьютором деталей Пайпер.

## Самолёты

### Текущие проекты
В октябре 2006 года компания «Самолёты Пайпера» сообщила о начале создания первого реактивного самолёта полностью сделанного компанией (от дизайна до производства). Им должен стать однодвигательный сверхлегкий реактивный самолёт PA-47 PiperJet. Первый полет прототип совершил 30 июля 2008 года. В сентябре 2011 года было объявлено о закрытии данного проекта по экономическим причинам. Были уволены более двух сотен работников занятых на проекте. Единственный прототип находится теперь в авиационном музее Флориды.
В сентябре 2007 года компания анонсировала выход PA-46R-350T Matrix негерметичный одномоторный поршневой самолёт на основе Piper Mirage. Это будет третий самолёт в семействе Malibu (после Meridian и Mirage).
21 января 2010 года компания получила лицензию на CZAW SportCruiser, который получил название «PiperSport».